# ロデ・ワウテルス
ロデ・ワウテルス（Lode Wouters、1929年5月27日 - 2014年3月25日）は、ベルギー、ラークダル出身の自転車競技（ロードレース）選手。
本名は、ロデ・アルフォンス・ワウテルス（Lode Alphonse Wouters）。

## 経歴
1948年
- ロンドンオリンピック
  -  団体ロードレース 優勝
  -  個人ロードレース 3位

1949年、アルシオン・ダンロンプと契約を結んでプロ転向。
1952年
- ドワルス・ドール・フラーンデレン 総合2位

1953年、引退。